# Lasiopogon monticola
Lasiopogon monticola là một loài ruồi trong họ Asilidae. Lasiopogon monticola được Melander miêu tả năm 1923. Loài này phân bố ở vùng Tân Bắc giới.